# Basílica de los Santos Apóstoles
La basílica de los Santos Apóstoles es una iglesia de Roma, Italia, situada en el barrio de Trevi.

## Historia
La basílica, fundada durante la época bizantina por el papa Pelagio I en la época de Narsés (siglo VI), conserva las reliquias de los apóstoles San Felipe y Santiago el Menor. Es la única basílica de Roma no construida sobre edificios romanos preexistentes, aunque en ella fueron utilizados desde un principio materiales de expolio (provenientes, según se cree, de las termas de Constantino, y no, según dice la leyenda, del cercano foro de Trajano).
El modelo arquitectónico de la iglesia original es el del Apostoleion de Constantinopla, de planta central.
En 1348 fue destruida por un terremoto, y no fue restaurada hasta el siglo XV, a iniciativa del papa Martín V, perteneciente a la familia Colonna, que llevaba siglos habitando en la zona. En el siglo XV se construyó igualmente el pórtico de la fachada delantera, y su ábside fue decorado con un grandioso fresco de La Ascensión, obra de Melozzo da Forlì, cuyos fragmentos están actualmente divididos entre los Museos Vaticanos y el Palacio del Quirinal, a causa de una remodelación en el siglo XVIII. Este fresco, notable por su magistral uso de la perspectiva de abajo hacia arriba, ejerció una gran influencia en Miguel Ángel cuando éste pintó los frescos de la Capilla Sixtina.
En 1702, el papa Clemente XI encargó la restauración íntegra del edificio a Francesco Fontana, que murió prematuramente en 1708. le sucedió el padre Carlo Fontana, ya muy anciano, que falleció en 1712 siendo sustituido por Nicola Michetti. La renovada iglesia fue consagrada por el papa Benedicto XIII el 17 de setiembre de 1724.
La caída de los ángeles rebeldes, de Giovanni Odazzi, sobre el presbiterio, es impresionante por el efecto visual que produce. Pero las dos obras más notables son el magnífico fresco de la bóveda, el Triunfo de la orden franciscana, de Baciccio (1707) y el monumental sepulcro del papa Clemente XIV, de Antonio Canova (1787). La bóveda de la sacristía fue decorada por el veneciano Sebastiano Ricci.
La amplia cripta bajo el altar mayor, construida por Luigi Carimini en 1869-71, reúne los restos de los apóstoles Felipe y Santiago, junto con las reliquias de algunos otros mártires y las tumbas de la familia Riario, en su tiempo propietarios del presbiterio. Las pinturas al temple del deambulatorio están inspiradas en las catacumbas de san Calixto y de Domitila.
Desde 2008 son visibles los frescos de la capilla Bessarione, en un espacio situado entre la iglesia y el palacio adyacente; dichos frescos están atribuidos a Antoniazzo Romano, Melozzo da Forlì y sus respectivos talleres. Este espacio fue casualmente descubierto en 1959 durante unas obras realizadas en el palacio. La capilla llevaba varios siglos tapiada.
El 8 de octubre de 2017, parte de las reliquias de San Felipe y Santiago fueron llevadas a la Montevideo, Uruguay en el marco del segundo Congreso Mariano por parte del fraile Agnello Stoia, encargado de la Basílica de los Santos Apóstoles en Roma. La presentación de las reliquias se realizó en la última etapa del "Encuentro con María" con presencia del cardenal y arzobispo de Montevideo Daniel Sturla, obispos de otras diócesis, sacerdotes y diáconos de todo el país.

## Galería

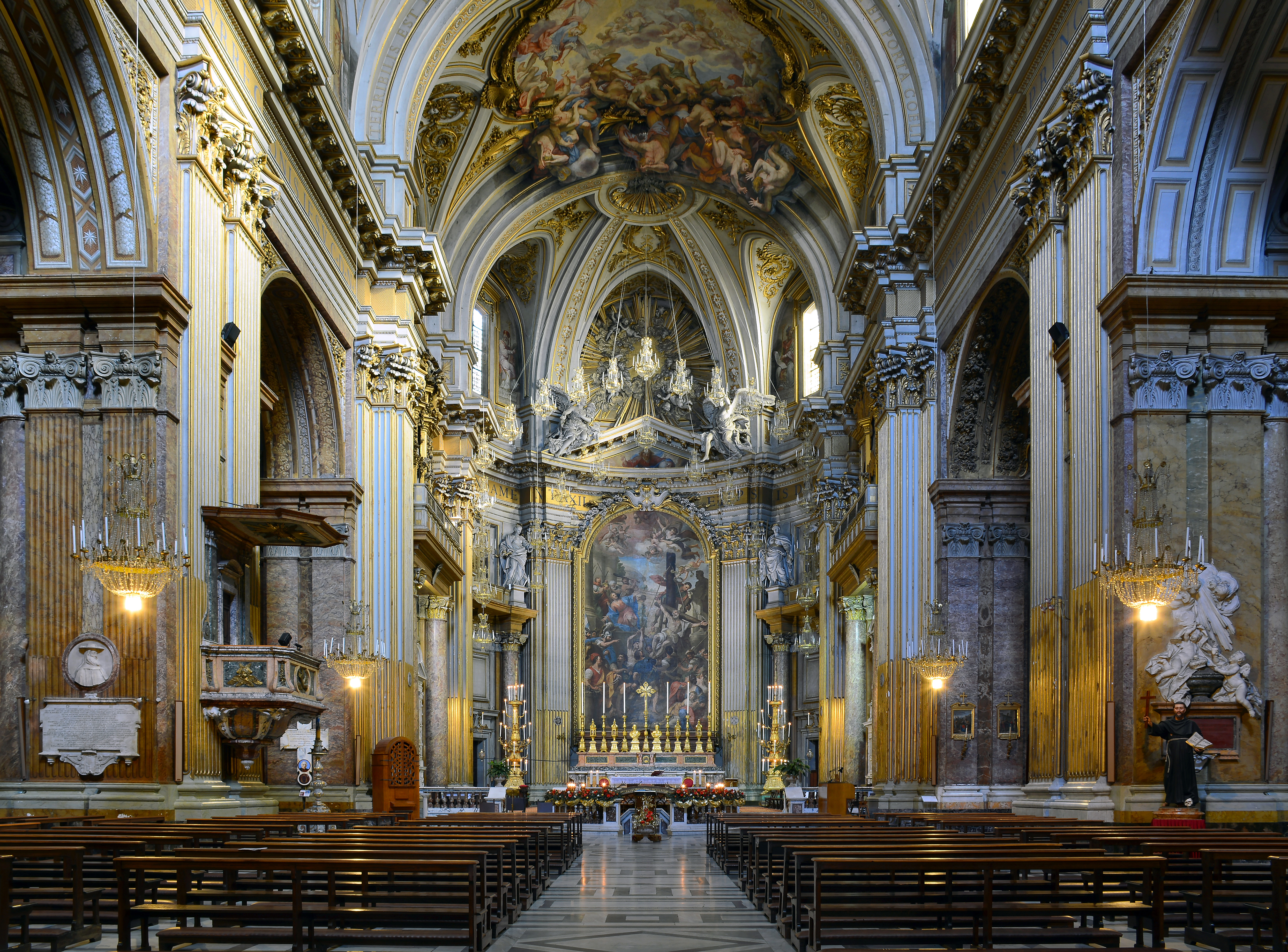
Interior de la basílica
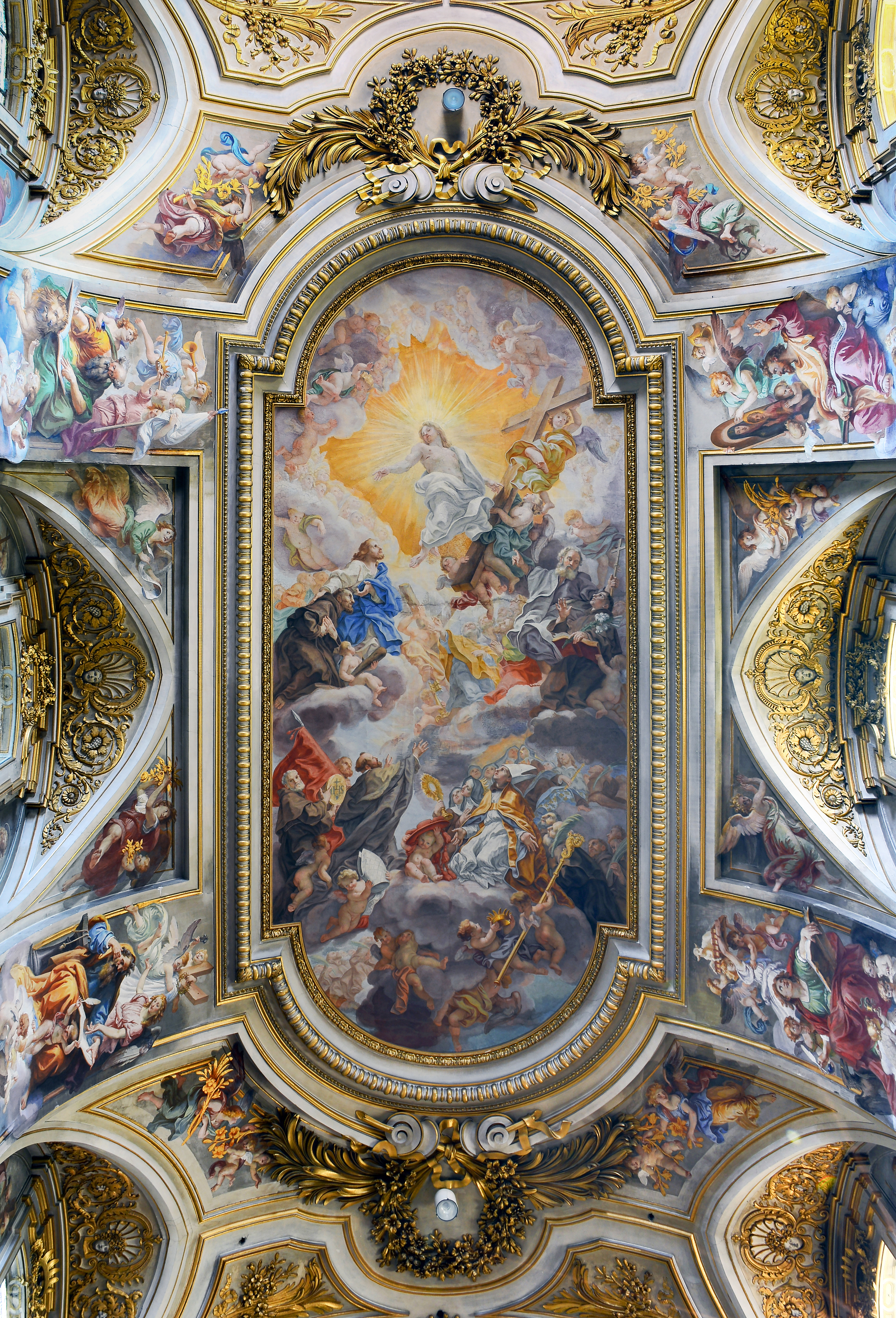
Vuelta la vista a la confesión
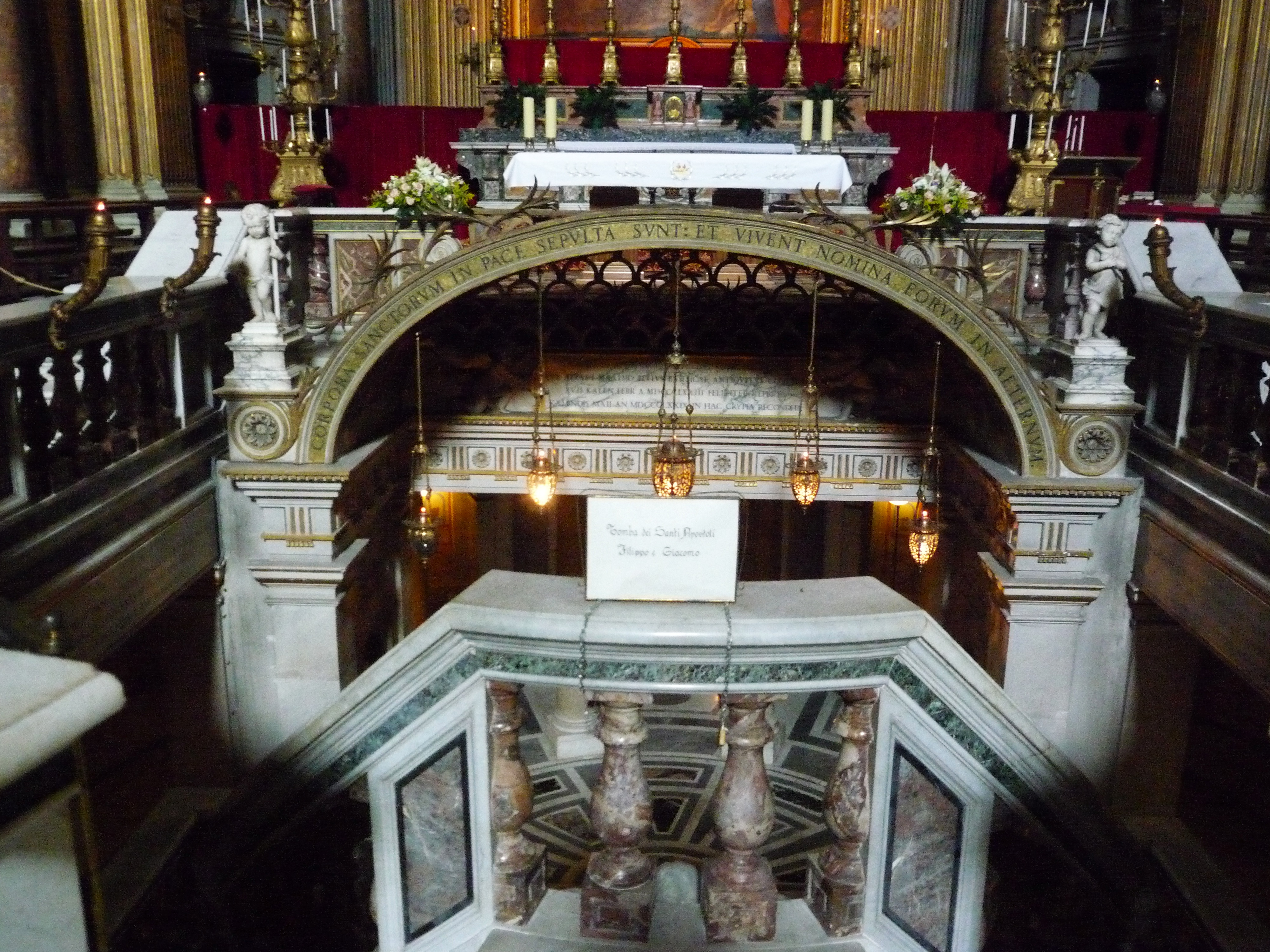
Ingreso en la cripta

- Datos: Q1515300
- Multimedia: Basilica dei Santi Apostoli (Rome) / Q1515300